# Galgenbergit-(Ce)
Galgenbergit-(Ce) ist ein sehr selten vorkommendes Mineral aus der Mineralklasse der „Carbonate und Nitrate“ mit der chemischen Zusammensetzung CaCe2(CO3)4·H2O und damit chemisch gesehen ein wasserhaltiges Calcium-Cer-Carbonat.
Galgenbergit-(Ce) kristallisiert im triklinen Kristallsystem und entwickelt blättrige bis tafelige, nach der b-Achse gestreckte Kristalle bis etwa 0,6 mm Größe, die zu rosettenförmigen, millimetergroßen Aggregaten zusammentreten. Das Mineral ist im Allgemeinen farblos und durchsichtig. Durch vielfache Lichtbrechung aufgrund von Gitterfehlern oder polykristalliner Ausbildung kann es aber auch durchscheinend weiß sein.

## Etymologie und Geschichte
Erstmals entdeckt wurde Galgenbergit-(Ce) von Josef Taucher im Ausbruchmaterial beim Bau des Galgenbergtunnels zwischen Sankt Michael und Leoben in der Obersteiermark, dem nördlichen, gebirgigen und waldreichen Teil des österreichischen Bundeslandes Steiermark. Eine erste Beschreibung unter der vorläufigen chemischen Zusammensetzung CaRE2(CO3)4 erfolgte 1996 durch Christine Elisabeth Hollerer, K. Ettinger, Josef Taucher und Franz Walter.
In der offiziellen Erstbeschreibung durch Hollerer, die zusammen mit dem gewählten Namen des Minerals 1997 durch die International Mineralogical Association (interne Eingangs-Nr. der IMA 1997-036) anerkannt und 1998 publiziert wurde, erhielt der nach dessen Typlokalität benannte Galgenbergit-(Ce) die korrigierte Zusammensetzung Ca(REE)2(CO3)4·H2O. Die englische Abkürzung REE (Rare Earth Elements) steht dabei für die Metalle der Seltenen Erden, die neben Cer unter anderem noch Lanthan, Neodym und Praseodym umfassen. Die offizielle Bestätigung der Anerkennung erfolgte erst 2004 in der Publikation der New Mineral Names im englischsprachigen Fachmagazin American Mineralogist.
Die Kristallstruktur wurde 2013 durch Franz Walter, Hans-Peter Bojar, Christine E. Hollerer und Kurt Mereiter neu definiert und zusammen mit der auch von der IMA übernommenen Endgliedformel CaCe2(CO3)4·H2O publiziert.
Das Typmaterial des Minerals wird im Universalmuseum Joanneum (auch Steiermärkisches Landesmuseum Joanneum) in Graz unter der Inventar-Nr. 80.717 und im Naturhistorischen Museum Wien (NHW bzw. NHMW) unter der Inventar-Nr. NHMW-M8697 aufbewahrt.

## Klassifikation
Da der Galgenbergit-(Ce) erst 1997 als eigenständiges Mineral anerkannt wurde, ist er in der seit 1977 veralteten 8. Auflage der Mineralsystematik nach Strunz noch nicht verzeichnet. Einzig im Lapis-Mineralienverzeichnis nach Stefan Weiß, das sich aus Rücksicht auf private Sammler und institutionelle Sammlungen noch nach dieser alten Form der Systematik von Karl Hugo Strunz richtet, erhielt das Mineral die System- und Mineral-Nr. V/D.03-55. In der „Lapis-Systematik“ entspricht dies der Klasse der „Nitrate, Carbonate und Borate“ und dort der Abteilung „Wasserhaltige Carbonate, ohne fremde Anionen“, wo Galgenbergit-(Ce) zusammen mit Adamsit-(Y), Calkinsit-(Ce), Hizenit-(Y), Kimurait-(Y), Lanthanit-(Ce), Lanthanit-(La), Lanthanit-(Nd), Lecoqit-(Y), Lokkait-(Y), Shomiokit-(Y) und Tengerit-(Y) eine eigenständige, aber unbenannte Gruppe bildet (Stand 2018).
Die seit 2001 gültige und von der IMA zuletzt 2009 aktualisierte 9. Auflage der Strunz’schen Mineralsystematik ordnet den Galgenbergit-(Ce) in die verkleinerte Klasse der „Carbonate und Nitrate“, dort aber ebenfalls in die Abteilung der „Carbonate ohne zusätzliche Anionen; mit H2O“ ein. Diese ist allerdings weiter unterteilt nach der Art der beteiligten Kationen, so dass das Mineral entsprechend seiner Zusammensetzung in der Unterabteilung „Mit Seltenerden-Elementen (REE)“ zu finden ist, wo es als einziges Mitglied die unbenannte Gruppe 5.CC.40 bildet.
Die vorwiegend im englischen Sprachraum gebräuchliche Systematik der Minerale nach Dana ordnet den Galgenbergit-(Ce) wie die Lapis-Systematik in die gemeinsame Klasse der „Carbonate, Nitrate und Borate“ und dort in die Abteilung und gleichnamige Unterabteilung „Wasserhaltige Carbonate“ ein. Hier ist er als einziges Mitglied in der unbenannten Gruppe 15.04.09 zu finden.

## Chemismus
In der idealen chemischen Zusammensetzung von Galgenbergit-(Ce) (CaCe2(CO3)4·H2O) besteht das Mineral im Verhältnis aus einem Calcium- (Ca), zwei Cer- (Ce) und vier Carbonat-Molekülen (CO3)2− mit je einem Kohlstoff- (C) und drei Sauerstoff- (O) Ionen sowie einem Wasser-Molekül (H2O). Dies entspricht einem Massenanteil (Gewichtsprozent) der Elemente von 6,93 Gew.-% Ca, 48,45 Gew.-% Ce, 8,31 Gew.-% C, 35,96 Gew.-% O und 0,35 Gew.-% H oder in der Oxidform 9,70 Gew.-% CaO, 56,74 Gew.-% Ce2O3, 30,44 Gew.-% CO2 und 3,12 Gew.-% H2O.
Die Elektronenstrahlmikroanalyse am Typmaterial des Minerals ergab dagegen eine leicht abweichende Zusammensetzung von 9,22 Gew.-% CaO und 28,11 Gew.-% Ce2O3 sowie einem berechneten Anteil von 29,13CO2 und 2,98H2O. Zusätzlich wurden Anteile von Lanthan (La), Neodym (Nd) und Praseodym (Pr) in Form von 11,36 Gew.-% La2O3, 11,52 Gew.-% Nd2O3 und 3,38 Gew.-% Pr2O3 gemessen.
Auf der Grundlage von vier CO3- und einem H2O-Molekül korrespondieren diese Werte mit der empirischen Formel Ca0,99(Ce1,04La0,42Nd0,41Pr0,12)Σ1,99(CO3)4·H2O, die zu Ca(REE)2(CO3)4·H2O beziehungsweise in der eingangs genannten Reinform idealisiert wurde.

## Kristallstruktur
Galgenbergit-(Ce) kristallisiert in der triklinen Raumgruppe P1 (Raumgruppen-Nr. 2) mit den Gitterparametern a = 6,3916 Å; b = 6,4005 Å; c = 12,3898 Å; α = 100,884°; β = 96,525° und γ = 100,492° sowie zwei Formeleinheiten pro Elementarzelle.

## Eigenschaften
Wie bei allen Seltenerd-Mineralen enthält auch Galgenbergit-(Ce) Spuren von Uran und Thorium. Aus diesem Grund wird Galgenbergit-(Ce) als schwach radioaktiv eingestuft. Unter Berücksichtigung der Mengenanteile der radioaktiven Elemente in der idealisierten Summenformel sowie der Folgezerfälle der natürlichen Zerfallsreihen wird für das Mineral eine spezifische Aktivität von etwa 1,086 kBq/g angegeben (zum Vergleich: natürliches Kalium 0,0312 kBq/g). Der zitierte Wert kann je nach Mineralgehalt und Zusammensetzung der Stufen deutlich abweichen, auch sind selektive An- oder Abreicherungen der radioaktiven Zerfallsprodukte möglich und ändern die Aktivität.

## Bildung und Fundorte
Galgenbergit-(Ce) bildete sich an seiner Typlokalität im Galgenbergtunnel in kleinen Spalten der dort anstehenden Albit-Chlorit-Schiefer. Als Begleitminerale fanden sich in den untersuchten Mineralproben Ankylit-(Ce), Calcit, Kaolinit, Pyrit und Siderit.
Weltweit sind bisher nur sechs Fundorte für Galgenbergit-(Ce) dokumentiert (Stand 2021), wobei der Galgenbergtunnel der bisher einzige bekannte Fundort in Österreich ist.
Innerhalb von Europa fand sich das Mineral noch in den Sörvik-Graniten der historischen Provinz Jämtland in Schweden und in der Lagerstätte „Dikoe“, einem Erzfeld im Großraum Ost-Litsa nahe Poljarny (englisch Polyarny) in der russischen Oblast Murmansk auf der Halbinsel Kola.
Weitere bisher bekannte Fundorte sind die Kupfer-Zink-Lagerstätte „Talgan“ im Bezirk Werchneuralsk (englisch Verkhneuralsk) in der Oblast Tscheljabinsk im südöstlichen (asiatischen) Teil des Urals und die Nephelin-Syenite am Cerro Boggiani im Departamento Alto Paraguay in Paraguay sowie in der Selten-Erd-Prospektion „Nolan“ mit Grünschiefer und Granulit etwa 135 km nördlich von Alice Springs im Northern Territory von Australien.